# Serrat de Pui (la Torre de Cabdella)
El Serrat de Pui és una muntanya de 1.483,8 metres d'altitud del municipi de la Torre de Cabdella, dins de l'antic terme de Mont-ros. Està situada a prop i al nord-est de la població de Mont-ros i delimita la Coma pel nord.